# Symfoni nr 4 (WA Mozart)
Symfoni No.4 i D-dur K. 19 Komponerad av Wolfgang Amadeus Mozart.
Om man ska vara noga så räknas denna symfoni som Mozarts andra symfoni eftersom den andra och tredje var komponerade av andra kompositörer. Symfonin är klar i form och med en bred första sats i sonatform. Liksom tidigare symfonier finns även här 2 oboer, 2 horn, stråkar och cembalo.
1. Allegro
2. Andante
3. Presto